# Opel 24/50 PS e 25/55 PS
La 24/50 PS e la 25/55 PS erano due autovetture di lusso prodotte dalla Casa automobilistica tedesca Opel dal 1910 al 1916.

## Profilo e storia
Con l'uscita di produzione della 25/40 PS, ormai non più attuale e pertanto migliorabile, rimase un posto vacante nella gamma Opel d'inizio anni dieci, ed era un posto da occupare più in fretta possibile. Ma la nuova vettura era pronta al lancio.

### La 24/50 PS
Questa vettura era la 24/50 PS, la quale andò di fatto a prendere il posto della 25/40 PS. Si trattava di un modello nuovo, che proponeva ancora un motore dall'architettura biblocco a 4 cilindri, ma con la cilindrata ridotta da 6334 a 6232 cm³. In compenso, la potenza massima crebbe a 50 CV a 1400 giri/min. Per la distribuzione, si tornò invece alla più consueta soluzione a valvole laterali su un solo lato, soluzione che permise l'utilizzo di un solo albero a camme e non più di due, come nei modelli che hanno preceduto la 24/50 PS.
Per quanto riguardava la trasmissione, fermo restando l'utilizzo di un albero cardanico e di un cambio a quattro marce, si tornò ad utilizzare una frizione a cono in cuoio.
Alcune novità anche nel telaio, sempre costituito da una struttura a longheroni e traverse, ma a cui furono montate balestre a tre quarti per quanto riguardava le sospensionie fu eliminato il doppio pedale dell'impianto frenante (presente sui modelli precedenti), in favore di un freno a pedale che agiva unicamente sul cambio.
La velocità massima era di 85 km/h.
Inizialmente, la 24/50 PS fu disponibile come double-phaeton, landaulet o limousine, ma dall'inizio del 1912 fu proposta anche la versione con carrozzeria torpedo.
Il 1912 fu anche l'ultimo anno di commercializzazione della 24/50 PS: alla fine di quello stesso anno fu tolta di produzione.

### La 25/55 PS

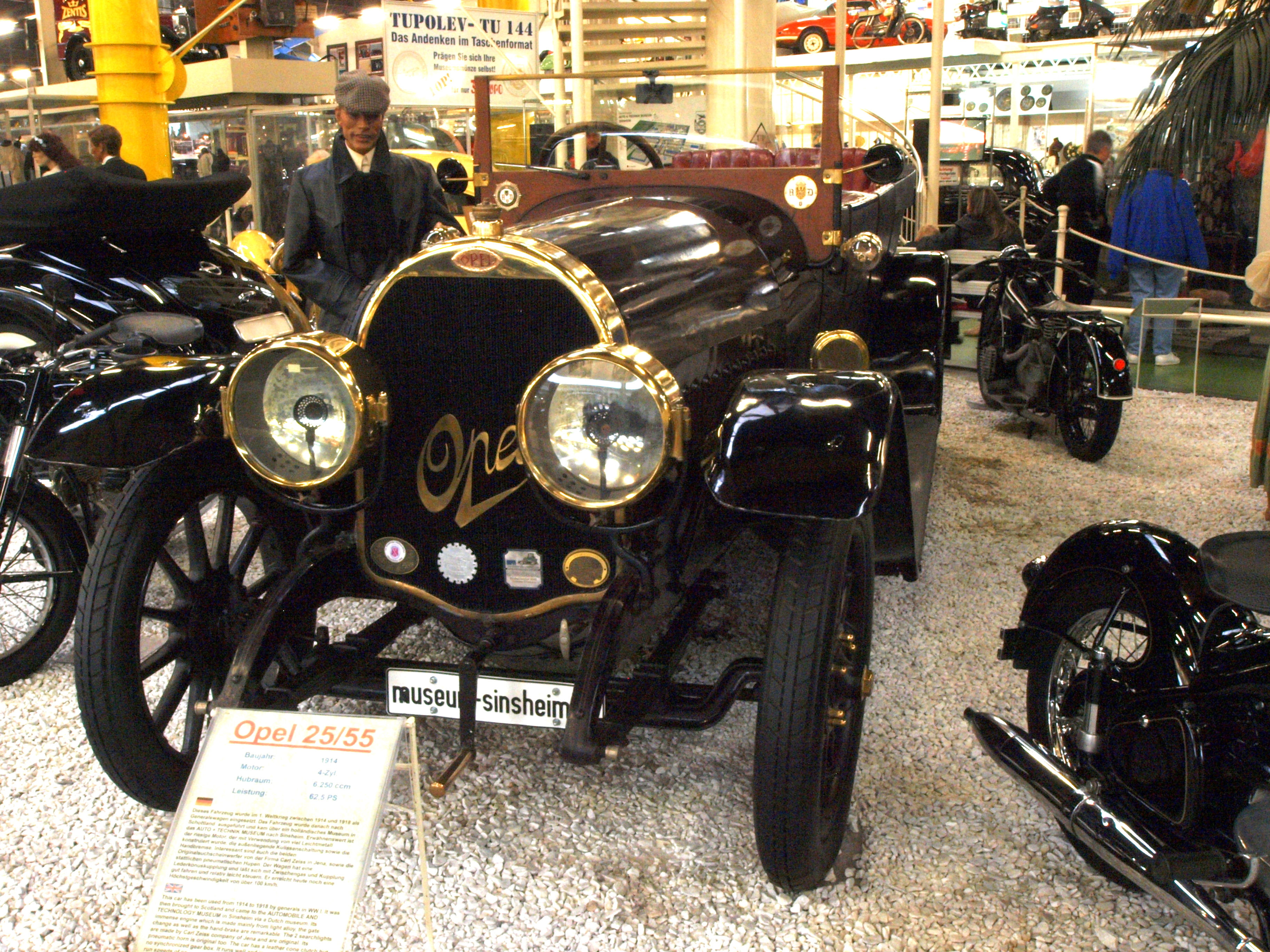
Una Opel 25/55 PS

La 24/50 PS fu sostituita dalla 25/55 PS, lanciata all'inizio del 1913, la quale costituì una naturale evoluzione del modello precedente. Era equipaggiata da un motore rinnovato, da 6514 cm³ di cilindrata, sempre a 4 cilindri appaiati e con distribuzione a valvole laterali. La potenza massima era di 62.5 CV a 1400 giri/min.
La trasmissione riprendeva le caratteristiche dello schema del modello precedente, ma con in più l'utilizzo di un albero cardanico a bagno d'olio.
Analoga rimase anche l'architettura telaistica e le sue soluzioni meccaniche di freni e sospensioni.
Novità dal punto di vista delle carrozzerie, disponibili sempre come limousine e landaulet, ma anche con combinazioni particolari tra quest'ultima e la phaeton. La velocità massima crebbe a 90 km/h.
La 25/55 PS fu prodotta fino al 1916: la sua eredità sarebbe stata ripresa solo nel 1919, al termine della prima guerra mondiale, dalla 21/55 PS, di cilindrata sensibilmente inferiore.